# Nowe Jaśkowo
Nowe Jaśkowo (niem. Neu Jäskendorf) – osada w Polsce położona w województwie warmińsko-mazurskim, w powiecie iławskim, w gminie Zalewo. Dawniej znajdowała się w powiecie morąskim.
W roku 1973 jako majątek Jaśkowo Nowe należało do powiatu morąskiego, gmina Zalewo, poczta Boreczno.
W latach 1975–1998 miejscowość należała administracyjnie do województwa olsztyńskiego.
Obecnie w miejscowości nie ma zabudowy.